# Afromaculepta
Afromaculepta là một chi bọ cánh cứng trong họ Chrysomelidae.
Chi này được Hasenkamp & Wagner miêu tả khoa học năm 2000.

## Các loài
Các loài trong chi này gồm:
- Afromaculepta klausi Hasenkamp & Wagner, 2000
- Afromaculepta namibiae Hasenkamp & Wagner, 2000
- Afromaculepta ursulae Hasenkamp & Wagner, 2000